# Xã Muncy Creek, Quận Lycoming, Pennsylvania
Xã Muncy Creek (tiếng Anh: Muncy Creek Township) là một xã thuộc quận Lycoming, tiểu bang Pennsylvania, Hoa Kỳ. Năm 2010, dân số của xã này là 3.474 người.